# دهستان جم
جم، دهستانی است از توابع بخش مرکزی شهرستان جم در استان بوشهر ایران.

## جمعیت
براساس سرشماری رسمی سال ۱۳۹۵ و پس از تغییرات تقسیمات کشوری در ۱۸ فروردین ۱۳۹۸ جمعیت آن ۲۰٫۶۲۲ نفر (۵٫۷۰۱ خانوار) می‌باشد. و در سال ۱۳۸۵ جمعیت آن ۱۴٬۴۱۷ نفر (۲٬۸۷۰ خانوار) بوده‌است.